# Château de la Roche-Courbon
Le château de la Roche-Courbon est situé dans la commune de Saint-Porchaire dans le département français de la Charente-Maritime en région Nouvelle-Aquitaine. Après un premier classement partiel en 1924, le château, la totalité des bâtiments anciens, les terrasses, les douves et les jardins ont été classés monument historique par arrêté du 17 septembre 1946. Les jardins sont également labellisés jardin remarquable depuis 2004 .

## Historique
« Je m'en suis allé par toute la terre. Entre mes longs voyages, je revenais comme un pèlerin ramené pieusement par le souvenir, me disant à chaque fois que rien des lointains pays n'était plus reposant ni plus beau que ce coin si ignoré de notre Saintonge »

— Pierre Loti —
Le site, sur les bords d'un cours d'eau, le Bruant, enchâssé entre deux falaises, fut de tout temps choisi par l'homme. Sous le château actuel se trouvent des grottes dont le mobilier préhistorique montre qu'elles étaient habitées à l'époque moustérienne (120 000 ans av. J.-C.), aurignacienne (40 000 ans av. J.-C.) et magdalénienne (10 000 ans av. J.-C.). En d'autres endroits de la forêt qui entoure cette demeure, subsistent une enceinte d'un village gallo-romain, des tombes mérovingiennes et, bien avant l'actuel logis, des restes de murs du XIe siècle : le lieu porte alors le nom de Romette.
Autour de 1475, Jehan II de Latour fait construire une forteresse composée de deux corps de logis, avec quatre puissantes tours et un donjon massif. Ce château fort, construit en forme de triangle sur un éperon rocheux, est naturellement défendu par le marais. Au nord, en avancée, la tour de la Fuye monte la garde. Après trois siècles de conflits entre Français et Anglo-Aquitains dans la région, il n'est pas possible de construire un château autrement que fort et défensif. En 1603, Jacques de Courbon, ayant épousé Jeanne de Gombaud en 1595, libère totalement Romette d'une indivision de cent treize ans. C'est alors qu'accordant les vocables de La Roche et de Courbon, apparaît La Roche-Courbon qui sera désormais le nom du lieu. Au XVIIe siècle, Jean-Louis de Courbon, petit-fils de Jacques, transforme La Roche-Courbon comme on peut le voir sur le tableau du peintre hollandais Jan Hackaert (1628-1685).
Le château est à l'apogée de sa beauté, entouré de somptueux jardins à la française qui verront le jour avant ceux de Versailles. Le corps de logis s'ouvre à la lumière : de larges fenêtres sont percées au levant comme au couchant, le toit est muni d'ouvertures à la Mansart. Un élégant balcon est construit en avancée sur des arcs en anse de panier, soutenu par cinq colonnes d'ordre toscan. Un escalier à double palier descend vers les jardins, bordés par le paresseux Bruant (petite rivière qui se jette quelques kilomètres plus loin dans la Charente).
Les abords sont harmonisés avec une esplanade épaulée, en surplomb du cours d'eau, par une haute muraille. Des arbustes enserrent cette ample terrasse, flanquée de deux pavillons de style Louis XIII coiffés d'ardoises « en écailles de poisson ». Un autre document, signé vers 1710 par Claude Masse (1652-1737), architecte militaire de Louis XIV, montre que le corps de logis Est et deux puissantes tours n'existent plus. On pense qu'un incendie a détruit une partie importante du bâtiment.
La suite du XVIIIe siècle ne voit pas beaucoup de propriétaires sinon, en 1785, le marquis Sophie-Jacques de Courbon Blénac qui, pour 240 000 livres, retrouve le bien familial. Il se fixe au château, entreprend une suite d'embellissements : le monumental escalier de pierre desservant les étages pour l'intérieur et les grilles en fer forgé, armoriées, dans les jardins.
L'un des anciens propriétaires du château fut Jean-Baptiste Mac Nemara, lieutenant de Frégate et enseigne d'une compagnie de marine, qui épousa en 1713 Julienne Stapleton, fille du riche planteur colonial Jean Ier Stapleton, l'un des premiers Irlandais de Nantes. C'est grâce aux importants revenus tirés des plantations de Saint-Domingue, que Nemara achètera plus tard le château, en 1756, un peu avant son décès, pour la somme de 130 000 livres. La Révolution survenant et le marquis n'ayant pas émigré, le château n'est pas vendu comme bien national. En 1817, sa fille vend le domaine aux enchères. Commence alors le long sommeil de La Roche Courbon, avant sa seconde renaissance au XXe siècle
Pierre Loti se rendait souvent en vacances chez sa sœur, domiciliée à Saint-Porchaire. Lors de ses balades à travers la campagne alentour, il tomba sous le charme du château de la Roche Courbon, à l'abandon, en ruines, au milieu des broussailles. Profitant de sa notoriété, l'écrivain permit de sauver le site par une campagne de presse et fit connaître ce château, qu'il surnommait volontiers le « château de La Belle au bois dormant », titre d'un beau texte qu'il consacra au sujet.
Paul Chénereau acheta puis fit restaurer le domaine, lui redonnant sa splendeur d'antan. De 1928 à 1939, éclot lentement le jardin à la française que l'on peut admirer sur les vues du domaine. Le château est remis en état et meublé. L'exceptionnel cabinet des peintures, qui a beaucoup souffert de l'humidité, est restauré. Paul Chénereau complète cet ensemble ressuscité par deux heureuses innovations : dans les combles du château, sous la charpente en forme de carène renversée, la chapelle dédiée à saint Michel; dans une grange agricole désaffectée, la construction d'un théâtre, ennobli par un escalier à balustres et une porte du XVIIe siècle.
La guerre de 1939-1945 passée, le domaine, classé Monument Historique en 1925 pour partie et en 1946 dans son ensemble (château, jardins et parc), s'ouvre à la visite. Les gens de la région peuvent alors découvrir cette résurrection. Paul Chénereau y créera, dans les années 1960, avec des acteurs de la Comédie Française, un spectacle « Son et Lumière ».

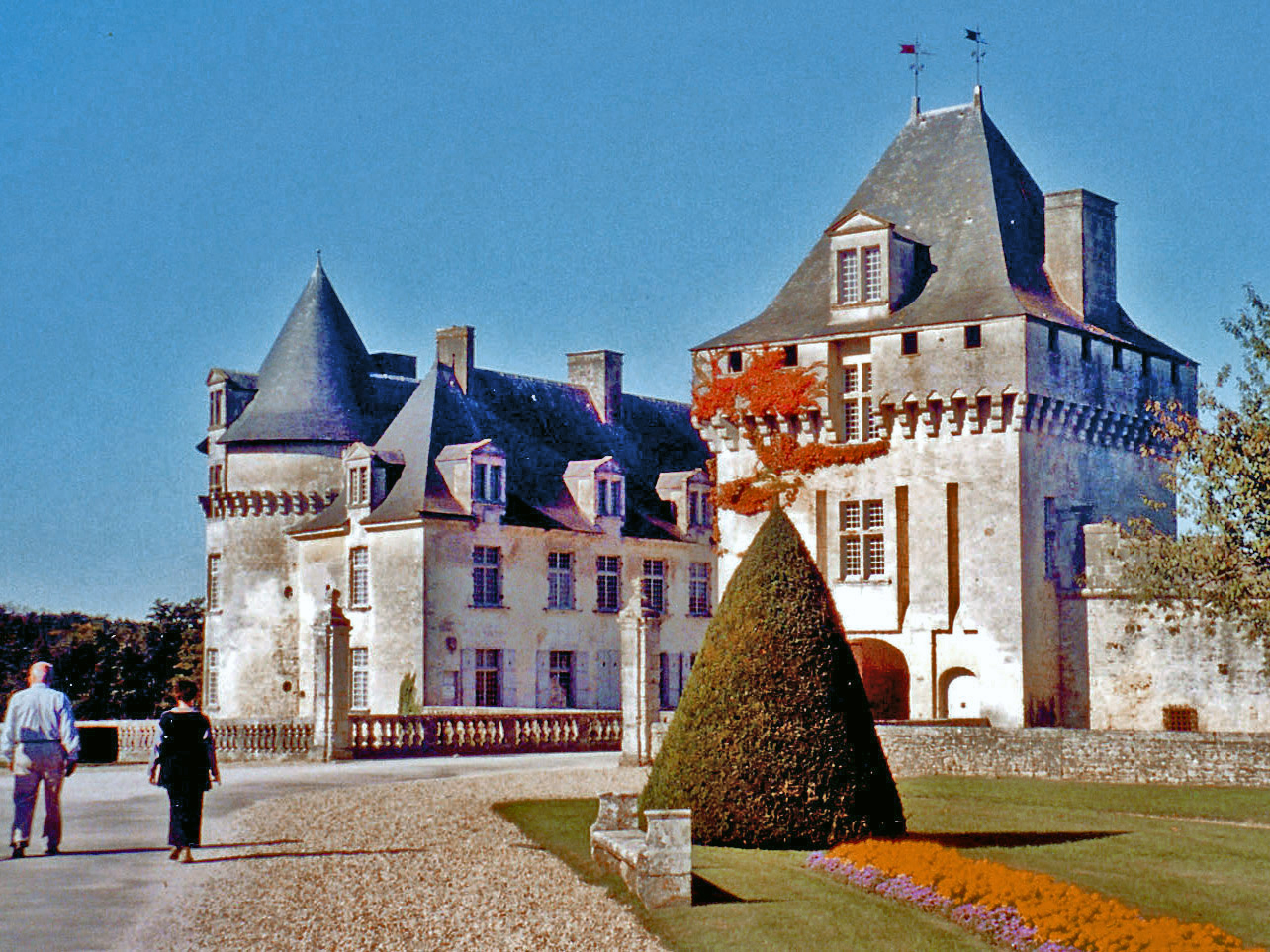
L'entrée du château

En 1967, il laisse à ses enfants, Marie-Jeanne et Jacques Badois, la charge de maintenir le domaine. Sur les bâtiments, avec l'aide de l'État, de la région et du département, trois campagnes de restauration remettront en état la tour Nord, le corps de logis (charpente et toitures) et la tour Sud. La restauration des communs Nord (56 mètres de long) est prévue : les voûtes s'affaissent et menacent de s'écrouler. Une première étape de mise sous étais de ces voûtes a été menée à bien durant l'hiver 2003-2004. Une étape suivante de consolidation des murs et de restauration des charpente et toiture a été exécutée durant l'hiver 2006-2007. La dernière tranche s'est achevée en 2010.
En octobre 1990, un grave incendie a dévasté un bâtiment de 750 m2 appelé « La Grange ». Il a été restauré et accueille maintenant des manifestations à caractère professionnel ou familial.
Dans les jardins, sur les parties ajoutées par Ferdinand Duprat, une importante superficie avait été conquise sur les marais (défense du château primitif). Il fallait donc reconstruire l'ensemble, enfoncé dans la vase, sur pilotis. Chaque année, une campagne de travaux est entreprise : des pieux en bois sont enfoncés, sur lesquels des solives puis des planchers sont cloués pour reconstruire au-dessus une balustrade, une échauguette, un embarcadère ou plus simplement gazon ou chemins.
Le château souffre énormément du passage de la tempête Martin dans la nuit du 26 au 27 décembre 1999. Il a, en effet, suffi de 5 heures de vents soufflant jusqu'à 200 km/h pour mettre à bas la forêt chantée par Pierre Loti. Avec l'aide des pouvoirs publics et grâce à AMICOUR (Association des Amis de La Roche Courbon), les bois sont progressivement remis en état. Des milliers de stères ont été sortis des bois et des alignements de chênes, peupliers, tilleuls ou érables champêtres sont replantés. Il reste encore beaucoup à faire puisque environ 90 ha sur les 150 de forêt du site ont été détruits.

## Architecture
Le donjon date du XVe siècle.
Le château, restauré au XVIIe siècle présente une façade ornée d'arcades Renaissance.
Aujourd'hui, le château de la Roche Courbon est ouvert aux visiteurs toute l'année et propose également des salles de location pour des mariages et toute sorte d'évènements professionnels ou privés. Des activités y sont proposées (jeux en bois anciens, courses nature dans les jardins et la forêt, fête médiévale, chasse aux œufs, escape game, marché de Noël...). Un parcours préhistoire (PréhistoZen) est aménagé au bord du Bruant.

## Parc et jardins
Depuis la terrasse Renaissance, un escalier à double palier conduit aux jardins à la française sur pilotis.
Ils se composent d'un verger, d'un jardin fleuri, de parterres géométriques et de pelouses qui encadrent une pièce d'eau.

### Histoire des jardins
Au XVIIIe siècle, les jardins tombent petit à petit dans l'oubli puisque les Courbon vivent près de Paris pour se rapprocher de la cour du Roi. À la fin du XIXe siècle, le château abandonné est pour Julien Viaud, le futur Pierre Loti (1850-1923), un lieu de promenade, de rêveries et d'inspiration (cf. Prime Jeunesse). En souvenir de cette jeunesse et devant la destruction de sa « chère forêt », il lance un vibrant appel (Le Figaro, 21 octobre 1908) pour qu'un sauveur arrête l'abattage des bois et rachète le château. C'est en 1920 que Paul Chénereau (1869-1967), enfant du pays, acquiert La Roche Courbon. De 1928 à 1939, il développe les jardins que l'on peut admirer aujourd'hui.
Un long échange d'idées et de nombreux projets entre l'architecte-paysagiste Ferdinand Duprat (1887-1976) et Paul Chénereau permettent la composition de cet ensemble, empreint de sérénité et d'équilibre. Le dessin côté ouest, jusque-là arrêté au Bruant, est ainsi prolongé par le creusement d'une pièce d'eau, la construction d'un embarcadère en aval des jardins et la création d'une cascade appuyée sur la colline.
Vingt ans après, les marais qui permettaient la défense du château deviennent insidieusement les ennemis des jardins : ils provoquent l'affaissement des balustrades, échauguettes, allées et arbustes à raison de 8 cm par an. Les jardins sont à nouveau menacés.
La seule solution trouvée par Jacques Badois, gendre de Paul Chénereau et père de l'actuelle propriétaire de La Roche Courbon (Christine Sébert) est de reconstruire les jardins sur pilotis. Ce travail de grande envergure a été mené à bien pendant 25 ans, de 1976 à 2000. Environ 2500 pieux ont été enfoncés jusqu'au bon sol entre 8 et 13 m de profondeur.
Un tel programme et son financement ont pu être réalisés grâce au concours de la direction régionale des Affaires Culturelles, du conseil régional de Poitou-Charentes et du conseil général de la Charente Maritime. 
Une exposition permanente retrace, en 20 panneaux, l'histoire de ces jardins, de la préhistoire à nos jours.

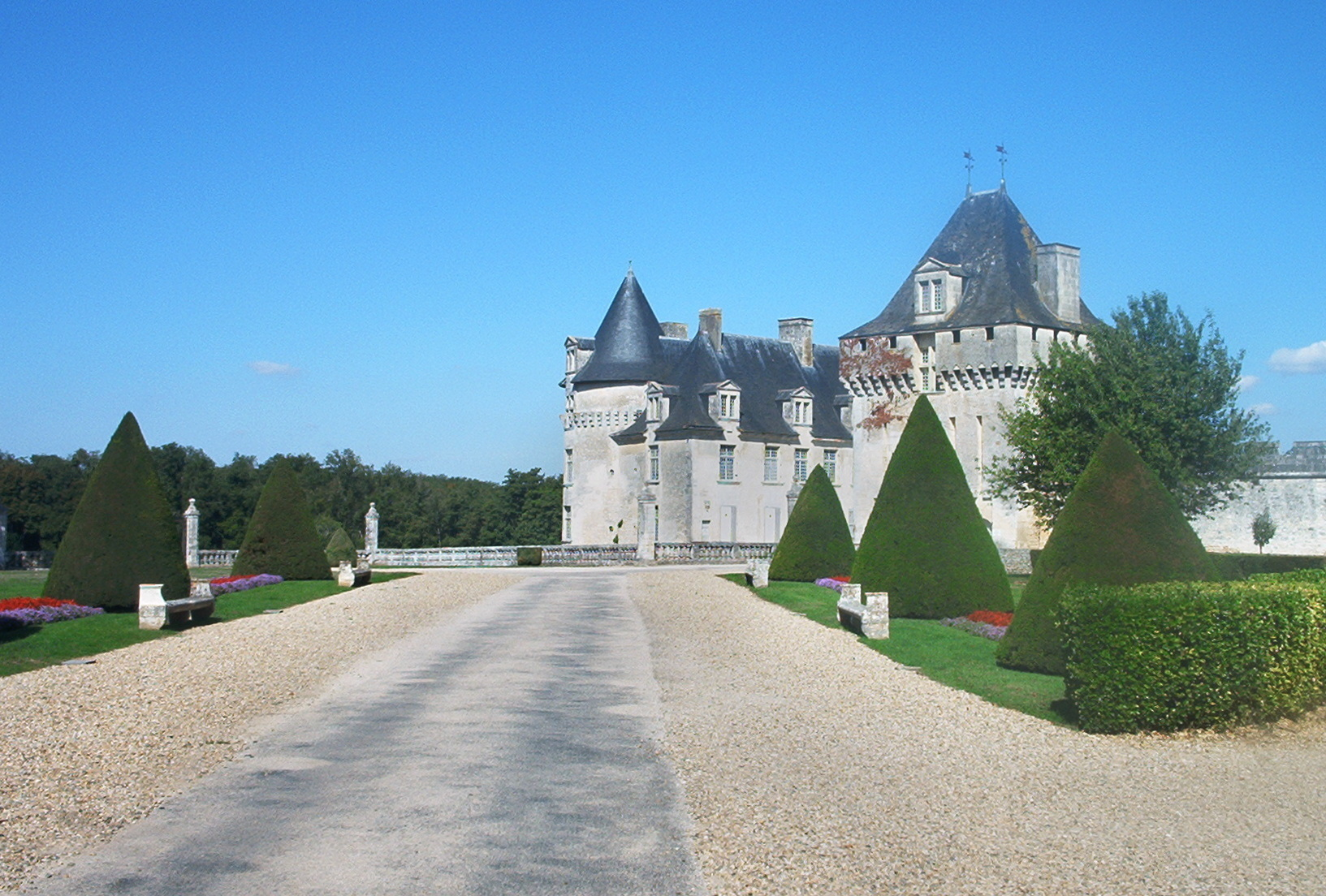
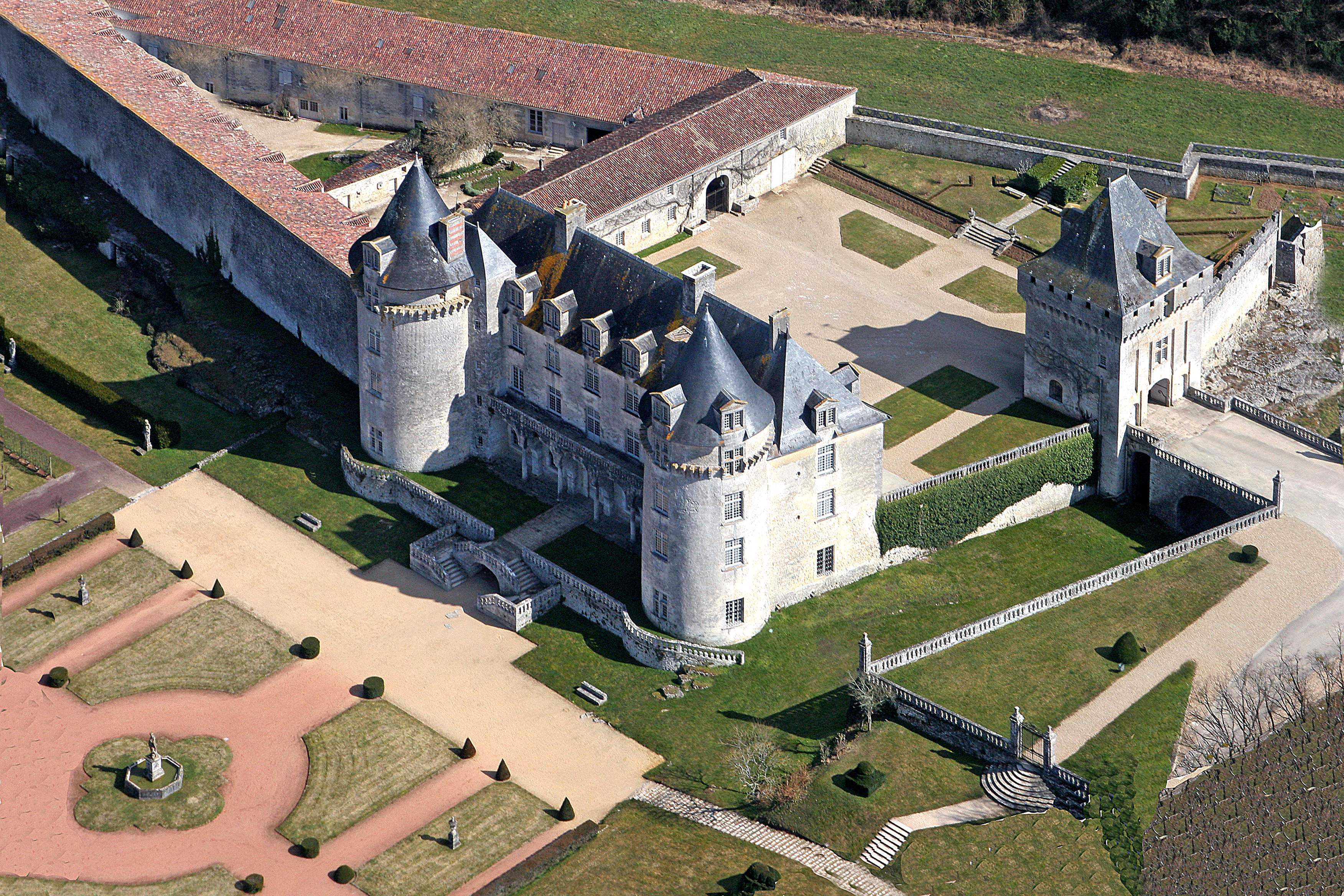
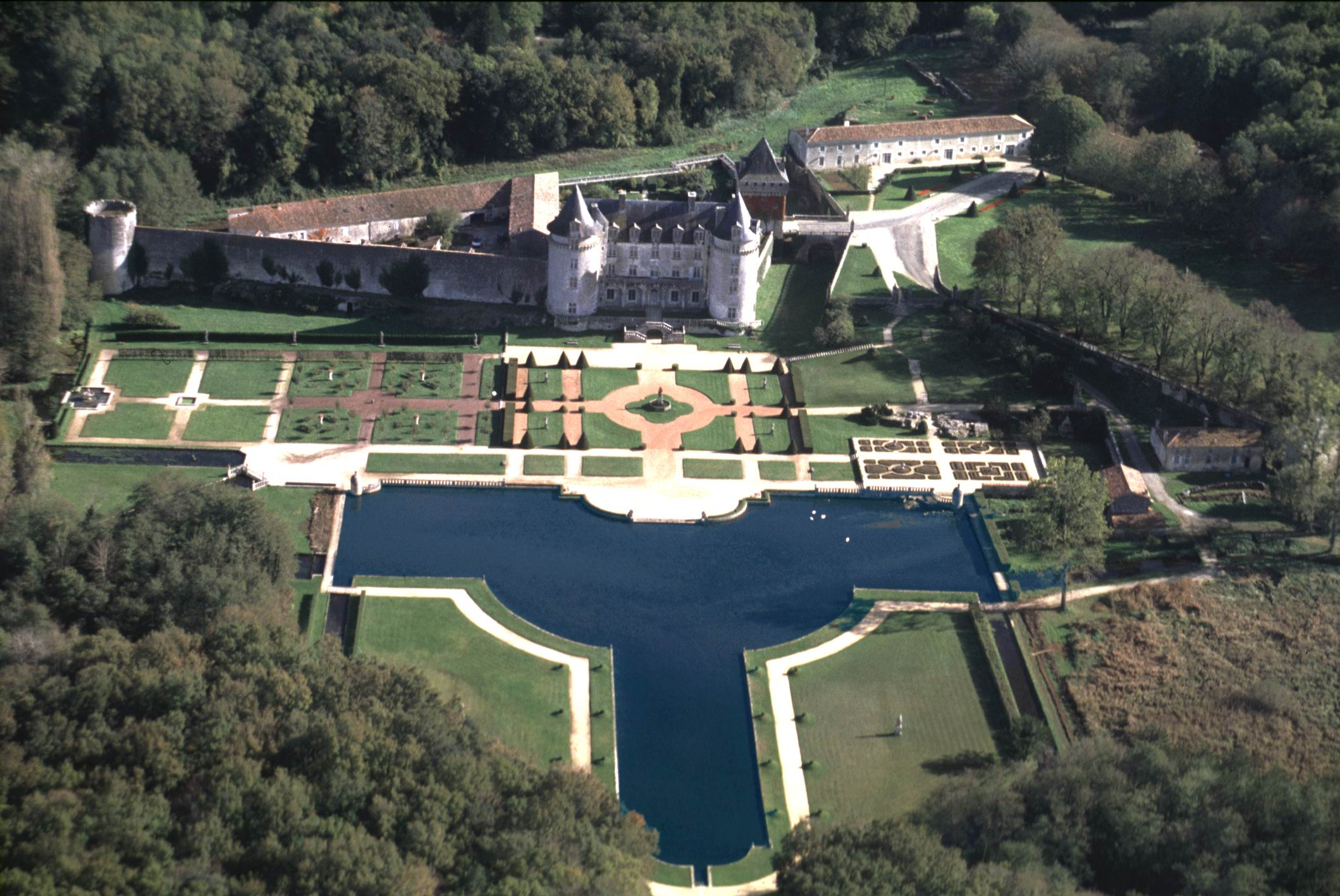
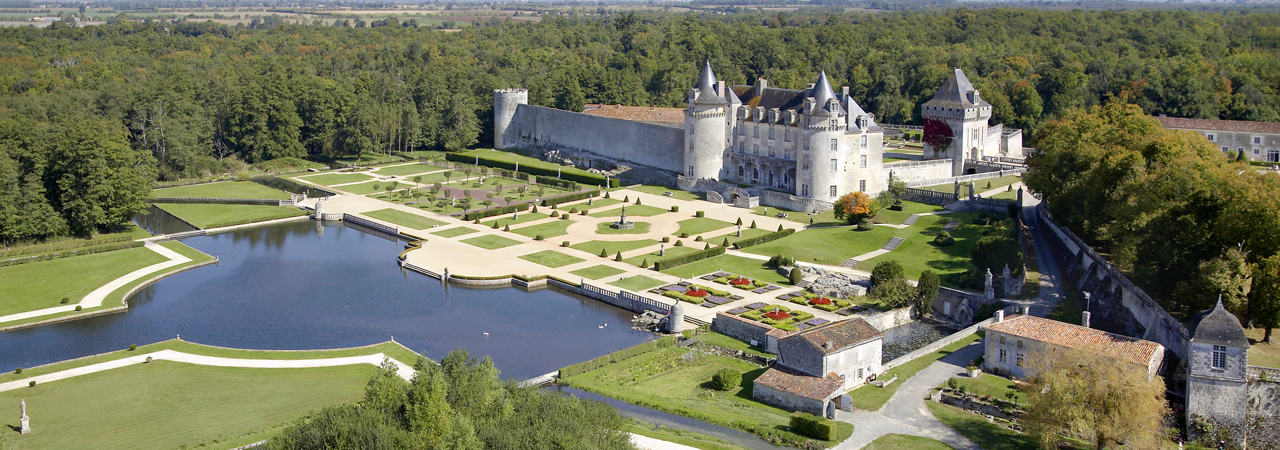
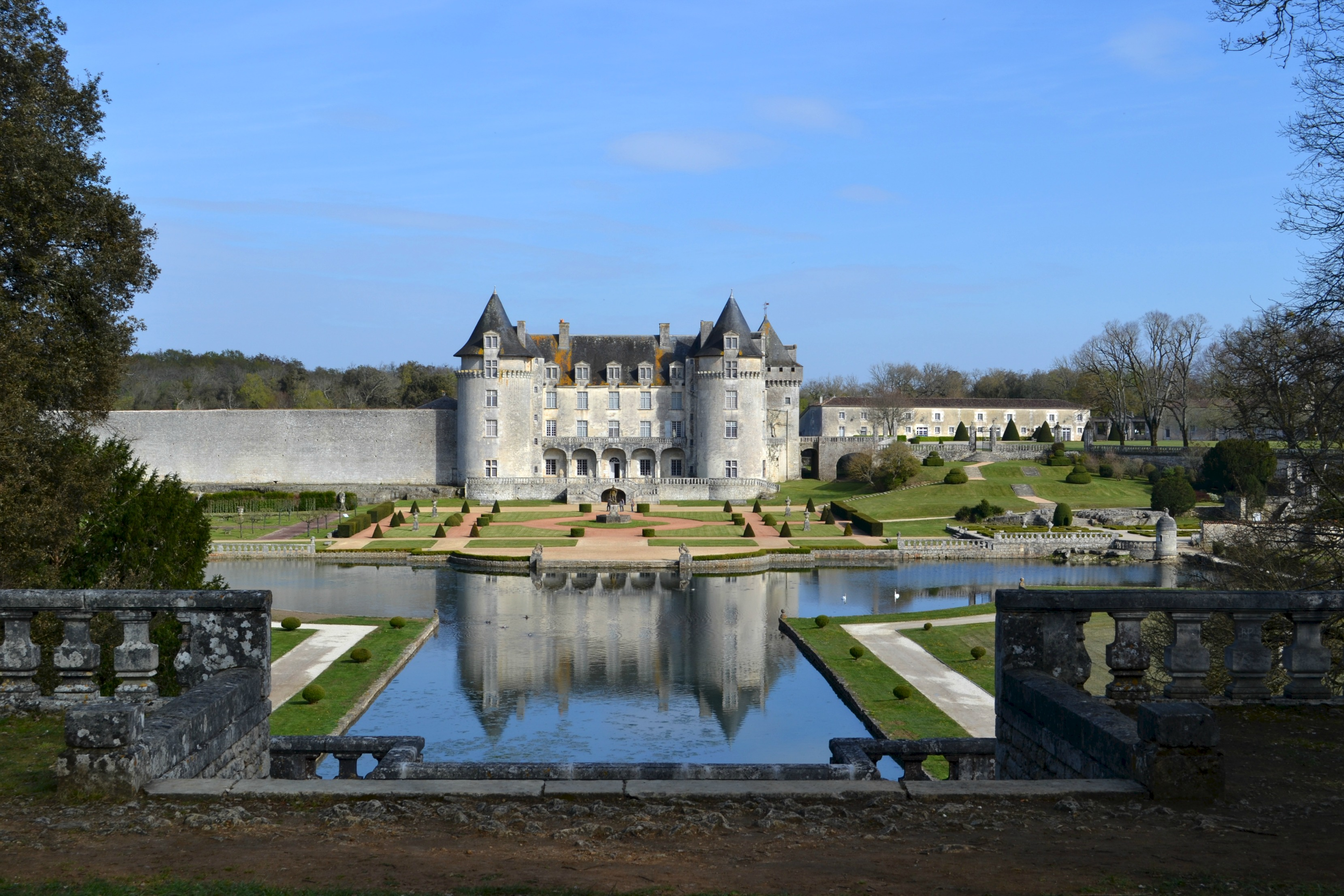
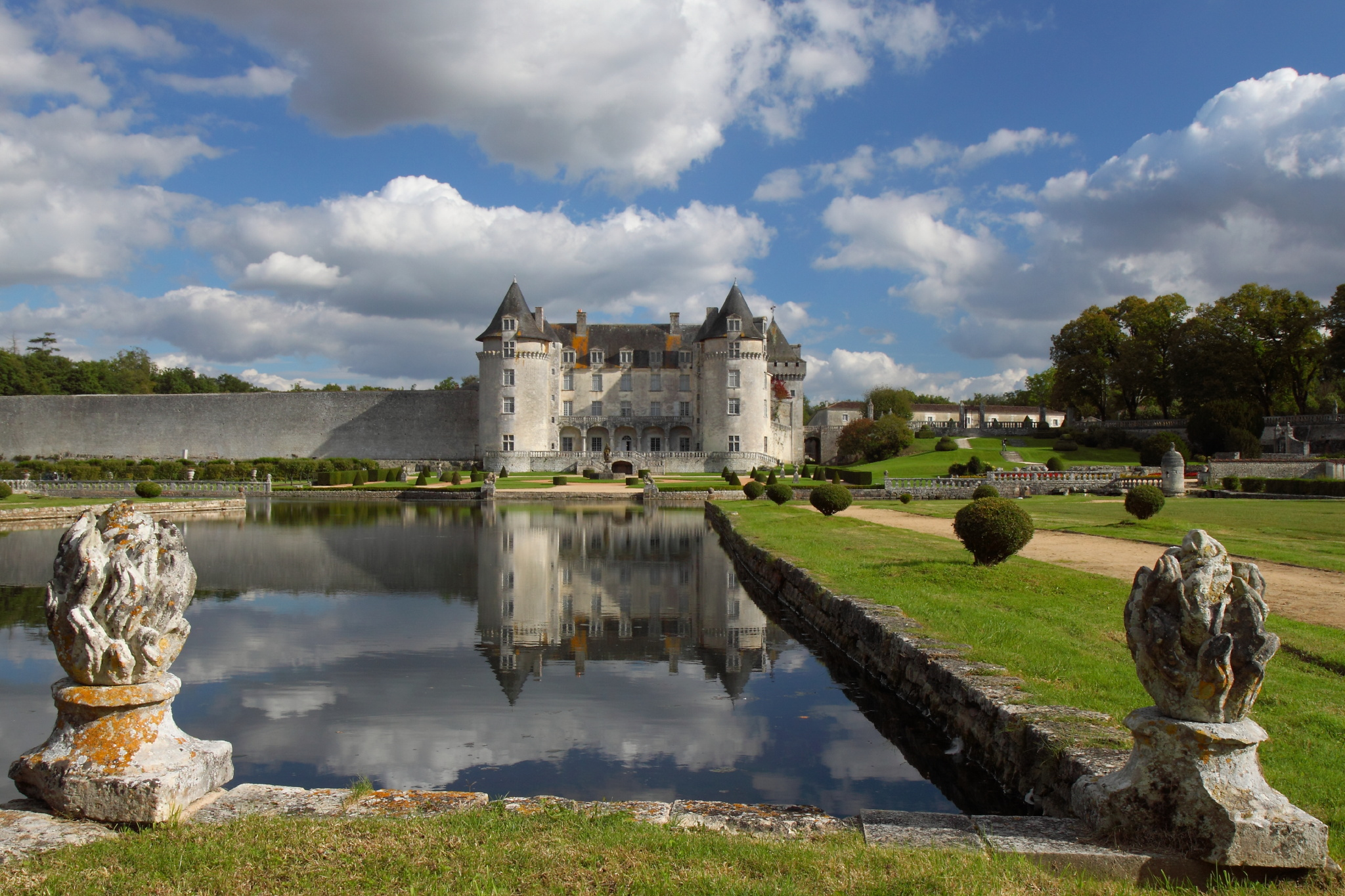
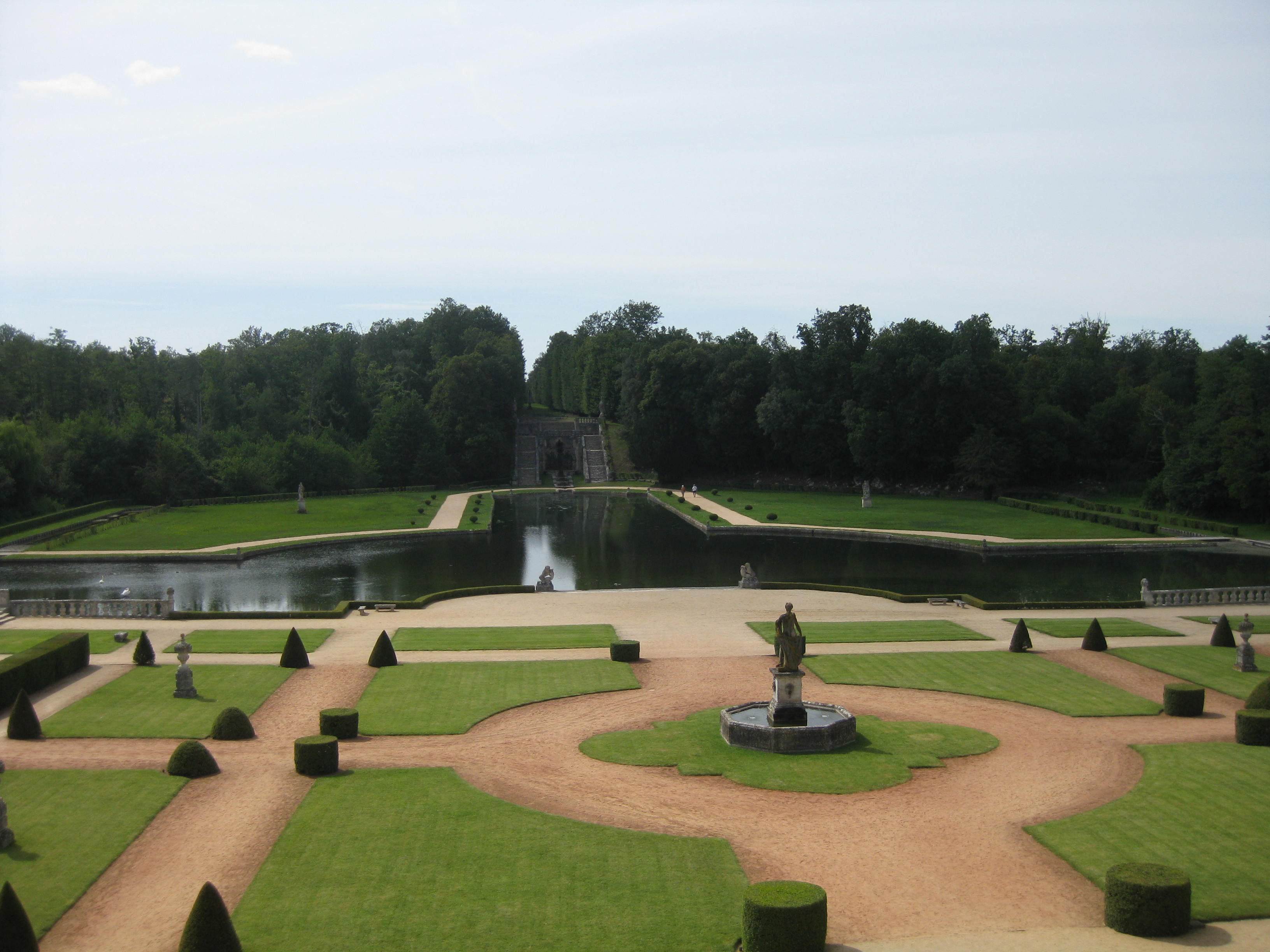

### La Préhistoire avec son musée et ses grottes
Dans les falaises de la rive droite de cet ancien fleuve devenu le très modeste Bruant, a été creusé dans ces temps anciens, un réseau complexe de grottes aux monumentales entrées. C'est là que s'installèrent, successivement, les hommes des époques moustériennes (120 000 ans av. J.-C.), aurignaciennes (40 000 ans av. J.-C.) et magdaléniennes (10 000 ans av. J.-C.). 
Les fouilles pratiquées ont permis de retrouver, dans une couche aurignacienne des grottes, le squelette d'un homme logiquement daté de cette époque ; mais des analyses récentes l'ont considérablement rajeuni puisqu'il a pu être précisé que cet homme est mort aux environs de l'an zéro de notre ère. Lui aussi est présenté dans le musée. Un important mobilier de ces populations y a été trouvé. On peut le découvrir dans le musée de Préhistoire, restauré de 2010 à 2012, sur deux niveaux dans la tour porche.
Le 14 septembre 2007, deux spéléo-archéologues amateurs annoncent au public la découverte d'une plaquette gravée dans la grotte du Triangle. Celle-ci a été authentifiée par des spécialistes du musée de l'homme.